# Michael Corrente
Michael Corrente (Pawtucket, 6 aprile 1959) è un produttore cinematografico, regista, attore e sceneggiatore statunitense.

## Filmografia

### Regista
- Senza futuro (Federal Hill) (1994)
- American Buffalo (1996)
- L'occasione per cambiare (Outside Providence) (1999)
- Sfida per la vittoria (A Shot at Glory) (2000)
- Brooklyn Rules (2007)
- L'amore non è un crimine (Loosies) (2011)